# Arquebisbat d'Ottawa
L'arquebisbat d'Ottawa (anglès:  Archidiecezja lubelska; llatí: Archidioecesis Ottaviensis) és una seu metropolitana de l'Església Catòlica al Canadà. L'any 2013 tenia 428.000 batejats sobre una població de 892.000 habitants. Actualment està regida per l'arquebisbe Terrence Thomas Prendergast, S.J.

## Territori
L'arxidiòcesi comprèn la ciutat d'Ottawa, on es troba la catedral de la Mare de Déu (Notre-Dame).
El territori s'estén sobre 5.818  km², i està dividit en 107 parròquies.

## Història
La diòcesi de Bytown va ser erigida el 25 de juny de 1847, prenent territori a les diòcesis de Kingston i de Mont-real (avui ambdues són arxidiòcesis).
El 14 de juny de 1860 assumí el nom de diòcesi d'Ottawa.
L'11 de juliol de 1882 cedí una porció del seu territori per tal que s'erigís el vicariat apostòlic de Pontiac (avui bisbat de Pembroke).
El 8 de juliol de 1886 va ser elevada al rang d'arxidiòcesi metropolitana.
El 21 d'abril de 1913, el 23 de juny de 1951 i el 27 d'abril de 1963 va cedir porcions del seu territori per tal que s'erigissin, respectivament, els bisbats de  Mont-Laurier, de Saint-Jérôme i de Hull (avui arquebisbat de Gatineau).

## Cronologia episcopal
- Joseph-Eugène-Bruno Guigues, O.M.I. † (9 de juliol de 1847 - 8 de febrer de 1874 mort)
- Joseph-Thomas Duhamel † (1 de setembre de 1874 - 5 de juny de 1909 mort)
- Charles-Hugues Gauthier † (6 de setembre de 1910 - 19 de gener de 1922 mort)
- Joseph-Médard Émard † (2 de juny de 1922 - 28 de març de 1927 mort)
- Joseph-Guillaume-Laurent Forbes † (29 de gener de 1928 - 22 de maig de 1940 mort)
- Alexandre Vachon † (22 de maig de 1940 - 30 de març de 1953 mort)
- Marie-Joseph Lemieux, O.P. † (29 de juny de 1953 - 24 de setembre de 1966 nomenat arquebisbe titular de Saldes)
- Joseph-Aurèle Plourde † (2 de gener de 1967 - 27 de setembre de 1989 jubilat)
- Marcel André J. Gervais (27 de setembre de 1989 - 14 de maig de 2007 jubilat)
- Terrence Thomas Prendergast, S.J., dal 14 de maig de 2007

## Estadístiques
A finals del 2013, la diòcesi tenia 428.000 batejats sobre una població de 892.000 persones, equivalent al 48,0% del total.
| any  | població | població | població | sacerdots | sacerdots       | sacerdots       | sacerdots             | diaques | religiosos | religiosos | parròquies |
| ---- | -------- | -------- | -------- | --------- | --------------- | --------------- | --------------------- | ------- | ---------- | ---------- | ---------- |
| any  | batejats | total    | %        | total     | clergat secular | clergat regular | batejats per sacerdot | diaques | homes      | dones      |            |
| 1950 | 241.000  | 380.000  | 63,4     | 689       | 273             | 416             | 349                   |         | 1.118      | 1.942      | 132        |
| 1966 | 210.455  | 360.000  | 58,5     | 560       | 204             | 356             | 375                   |         | 495        | 1.630      | 105        |
| 1970 | 199.985  | 249.530  | 80,1     | 666       | 196             | 470             | 300                   |         | 680        | 1.634      | 98         |
| 1976 | 261.545  | 516.945  | 50,6     | 443       | 172             | 271             | 590                   | 1       | 409        | 1.375      | 100        |
| 1980 | 285.900  | 575.000  | 49,7     | 420       | 166             | 254             | 680                   | 9       | 393        | 1.252      | 100        |
| 1990 | 350.000  | 677.000  | 51,7     | 371       | 149             | 222             | 943                   | 13      | 326        | 1.047      | 112        |
| 1999 | 402.305  | 805.610  | 49,9     | 341       | 162             | 179             | 1.179                 | 40      | 233        | 886        | 113        |
| 2000 | 402.305  | 805.610  | 49,9     | 334       | 167             | 167             | 1.204                 | 49      | 215        | 871        | 113        |
| 2001 | 402.305  | 805.610  | 49,9     | 347       | 172             | 175             | 1.159                 | 47      | 217        | 859        | 113        |
| 2002 | 402.305  | 812.305  | 49,5     | 264       | 162             | 102             | 1.523                 | 50      | 149        | 830        | 113        |
| 2003 | 402.305  | 812.305  | 49,5     | 272       | 170             | 102             | 1.479                 | 51      | 142        | 848        | 113        |
| 2004 | 392.635  | 812.305  | 48,3     | 279       | 177             | 102             | 1.407                 | 60      | 147        | 848        | 111        |
| 2013 | 428.000  | 892.000  | 48,0     | 282       | 115             | 167             | 1.517                 | 86      | 183        | 582        | 107        |